# Мете
Мете́ (фр. Mettet, валлон. Metet) — коммуна в Валлонии, расположенная в провинции Намюр, округ Намюр. Принадлежит Французскому языковому сообществу Бельгии. На площади 116,78 км² проживают 11 977 человек (плотность населения — 103 чел./км²), из которых 49,19 % — мужчины и 50,81 % — женщины. Средний годовой доход на душу населения в 2003 году составлял 11 319 евро.
Почтовые коды: 5640, 5641, 5644, 5646. Телефонный код: 071.